# Spieratrofie
Spieratrofie is het dunner en minder krachtig worden ('atrofie') van de spieren. De Latijnse term voor de aandoening is atrophia musculorum.

## Oorzaken
Als spieren niet gebruikt worden, bijvoorbeeld door verlamming of door langdurige inactiviteit, gaan ze atrofiëren, wat wil zeggen dat de spieren dunner worden waardoor er krachtverlies optreedt.
Spieratrofie kan optreden bij tal van situaties. Zo kan het gebeuren op bij langdurige bedrust, of langdurige rust van lichaamsdeel zoals door het dragen van een gipsverband of door verlamming. Ook ondervoeding, malnutritie en vele medische aandoeningen kunnen spieratrofie veroorzaken.

Ook hypokinesie, een vorm van 'bewegingsarmoede' (met tal van verschillende subtypen) die vooral – maar niet uitsluitend – geassocieerd wordt met de ziekte van Parkinson, en deze voornaamste vorm zich op vaak enig moment tijdens het verloop van het ziektebeeld zich bij Parkinson-patiënten openbaart. Het verhindert met name dat een patiënt op zeker moment nog in staat is een willekeurige, gecontroleerde beweging te verrichten of zelfs louter in gang te zetten. De cognitieve wil en neurologische aansturing tot een bewuste en gecontroleerde beweging (van een spiercombinatie) wordt door de patiënt nog wel beleefd, maar de gevolgen van het ziektebeeld verhinderen dat de volledige motorische aansturing en signalen de onderhavige spieren bereiken. Gaandeweg manifesteert de atrofie onvermijdelijk in voortschrijdende mate en in meer spieren en spiergroepen die door het onderliggende, voortschrijdende ziektebeeld steeds meer spierweefsel en -groepen naarmate de patiënt de willekeurige en autonome aansturing daarover verder verliest. Andere subtypen kennen andere symptomen en een ander verloop, maar hebben alle met elkaar gemeen dat sprake is van een degeneratieve ziekte die de spieren treft.
Als algehele spieratrofie optreedt als verschijnsel van veroudering, dan spreekt men ook wel van sarcopenie.

### Tempo van atrofie en reversibiliteit
De snelheid of het tempo (progressie) waarin spieratrofie bij patiënten – of mens en dier in het algemeen – verloopt, alsook de mogelijkheid en duur van herstel of genezing is onder meer afhankelijke van:
1. de algemene lichamelijke gezondheid van de patiënt;
2. de variant of vorm van spieratrofie waardoor de patiënt getroffen is;
3. en in samenhang daarmee de eventuele onderliggende oorzaak die heeft geleid tot de spieratrofie.

Zo is in de regel de spieratrofie ten gevolge van een fysiek, mechanisch trauma zoals een botbreuk – bij een verder gezond individu in goede conditie – van tijdelijke aard en reversibel. Bij andere onderliggende ziektebeelden of in geval van structureel slechte leefstijl, leefomstandigheden, eetgewoonten of malnutritie is 'genezing' of herstel niet altijd mogelijk. Ook als de atrofie van dusdanige lange en hevige aard geweest dat daardoor blijvende schade aan het lichaam teweeg is gebracht, de patiënt in slechte gezondheid verkeert of op hoge leeftijd is – waardoor weefselherstel door onder meer sterk verminderde celvernieuwing inherent een langzamer verloop heeft, en er mogelijk al sprake is van sarcopenie – kan het herstel een langdurig proces zijn. Onder bepaalde of bijzondere omstandigheden, bijvoorbeeld wanneer er een (degeneratief) ziektebeeld ten grondslag ligt aan de opgetreden spieratrofie, is herstel niet meer mogelijk en is het verlies van spiermassa irreversibel (onomkeerbaar).
Bij opzettelijke, tijdelijke – en meestal gedeeltelijke – fixatie van een (enkel) lichaamsdeel ten behoeve van een zo ideaal mogelijke genezing van trauma's zoals botbreuken, of na een vrijwillig opgevolgd advies tot immobiliteit van een geblesseerd lichaamsdeel in een verder lichamelijk gezonde patiënt kunnen er gewoonlijk enkele weken overheen gaan voordat de spieratrofie visueel zichtbaar of fysiologisch voelbaar is (bijvoorbeeld als verminderde spierkracht). Gips, spalken, braces, andere fixerende materialen of (steun)verband onttrekken het geatrofieerde spierweefsel tijdens de genezing geruime tijd aan het zicht, zodat het afgenomen spiervolume pas na verwijdering daarvan is waar te nemen, maar dan wel duidelijk zichtbaar is. Bij patiënten met bijvoorbeeld een enkelvoudige carpaletunnelsyndroom aan slechts één pols, is na verloop van tijd een verschil waar te nemen van wel en niet door atrofie getroffen spieren (de hand en spierweefsels met de CTS-symptomen zullen door de patiënt bewust maar ook onbewust niet of verminderd worden gebruikt c.q. zullen worden ontlast). De dan geleidelijk optredende spieratrofie wordt pas na enige weken tot maanden – en soms alleen door het verschil de gezonde en vaak dan meer gebruikte hand – visueel goed waarneembaar zijn, en zeker vergeleken met de gezonde hand. Over kortere perioden is een geoefend oog nodig om de spieratrofie visueel te herkennen, maar de spiermassa-afname is met verschillende instrumenten ook objectief meetbaar en te diagnosticeren.
Bij patiënten die na een behandeling van de fysiologische oorzaak van de spieratrofie – na verwijdering van gips of ander fixatiemateriaal, voldoende rust en ontlasting of eventuele (operatieve) ingrepen – en die verder in redelijke tot goede (lichamelijke) gezondheid verkeren, kan het herstel van reversibele spieratrofie met voldoende lichaamsbeweging, conditieverbetering en een geleidelijk toenemende belasting het herstel van de verloren spiermassa bevorderen en ondersteunen.
Uit onderzoek door onder meer het Maastricht Universitair Medisch Centrum is gebleken dat bij gezonde mannen van circa 20 jaar oud er na vijf dagen van immobiliteit/bewegingsvermindering al aantoonbare en significante spieratrofie kan worden vastgesteld.

## Voorkomen en behandeling
De beste manier om het ontstaan van spieratrofie te voorkomen, maar ook om eenmaal bestaande spieratrofie te genezen, is actief bewegen. Eventueel kan dat gebeuren onder begeleiding van een fysiotherapeut.